# Jason Kristal
Jason Kristal, pseudonim Sekwoja (ur. 1979) – amerykański sztangista i strongman.
Mistrz USA Strongman w roku 2008.

## Życiorys
Jason Kristal zdobył mistrzostwo USA w podnoszeniu ciężarów.
Trenował z siłaczem Jonem Andersenem.
Wymiary:
- wzrost 188 cm
- waga 140 kg

## Osiągnięcia strongman
- 2007
  - 11. miejsce – Super Seria 2007: Venice Beach
- 2008
  - 7. miejsce – All-American Strongman Challenge 2008
  - 1. miejsce – Mistrzostwa USA Strongman 2008